# Anton Fonck
Johann Adam Anton Fonck (* 18. April 1819 in Köln; † 12. April 1898 in Rüdesheim) war ein deutscher Verwaltungsbeamter, Landrat des Kreises Adenau und des Rheingaukreises sowie Parlamentarier.

## Leben
Nach dem Abitur 1839 am Gymnasium in Koblenz studierte Anton Fonck an den Universitäten Bonn und Berlin Rechtswissenschaften. 1840 wurde er Mitglied des Corps Palatia Bonn. Nach dem Studium wurde er 1842 Auskultator am Landgericht Koblenz. Fonck wurde 1848 zum Verwalter der Bürgermeisterei Bendorf und Landrat des Landkreises Adenau ernannt. Nach der Okkupation des Herzogtums Nassau durch das Königreich Preußen wurde Fonck 1867 erster Landrat des neu gegründeten Rheingaukreises in der Provinz Hessen-Nassau. Das Amt hatte er bis 1884 inne. Mit der Verabschiedung aus dem Amt wurde er zum Geheimen Regierungsrat ernannt.
1855 wurde Fonck in das Preußische Abgeordnetenhaus gewählt. Von 1872 bis 1897 gehörte er dem Kuratorium der Königlich Preußischen Lehranstalt für Obst- und Weinbau in Geisenheim an.